# Charles César de Fay de La Tour-Maubourg
Charles César de Fay de La Tour-Maubourg (Drôme, 11 febbraio 1757 – Parigi, 28 aprile 1831) è stato un militare e politico francese durante la rivoluzione francese e il primo impero.

## Biografia
Figlio di Claude Florimond de Fay (1712–1790) e di Vacheron Bermont Marie Françoise (m. 1712), durante la monarchia fu colonnello del Regiment de Soissons.
Allo scoppio della rivoluzione venne inserito nella nobiltà di Puy-en-Velay e inviato agli Stati Generali. Amico di Gilbert du Motier de La Fayette, fu uno dei primi nobili ad aderire al Terzo stato. Fu rappresentante del Nord e del Pas de Calais.
Latour-Maubourg aveva già dato prova di simpatie verso la rivoluzione rinunciando ai privilegi della baronia, dei quali poteva avvantaggiarsi negli Stati di Linguadoca
Venne incaricato, con Antoine Barnave e Jérôme Pétion de Villeneuve di riportare la famiglia reale francese a Parigi dopo il tentativo di fuga e l'arresto a Varennes nel giugno 1791. La sua devozione, in questa occasione, non venne riconosciuta da Maria Antonietta. Comunque, nelle sue memorie, Madame Tourzel, testimone dei fatti, riconobbe la sua dedizione alla famiglia reale.
Fu colonnello del III reggimento dei cacciatori a cavallo dal 1791 al febbraio 1792. Con la separazione stabilita dall'Assemblea Nazionale Costituente, accompagnò il marchese de Fayette nell'Armata del Centro nel 1792 ed emigrò con lui dopo la caduta di Luigi XVI, il 10 agosto 1792. Arrestato a Rochefort, con Lafayette e imprigionato dagli austriaci, venne rilasciato dopo il trattato di Campoformio (18 ottobre 1797) e visse poi in esilio ad Amburgo.
Tornò in Francia nel 1798 e divenne membro del Corpo legislativo, (sotto il Direttorio), e quindi del Senato nel 1804, durante il primo impero francese. Nel 1808 venne nominato governatore militare di Cherbourg ed egli fece sì che il suo porto divenisse uno dei maggiori di Francia. Venne incluso fra i componenti della Camera dei Pari dai Cento giorni al 1819.
Preoccupato per la gestione del suo patrimonio, prese parte al finanziamento delle attività industriali di Pierre Samuel du Pont de Nemours, fondatore della famosa dinastia americana.
Nel 1814, al momento della restaurazione borbonica, venne nominato commissario del governo per taluni servizi nell'Occidente della Francia e conservò la sua posizione durante i Cento Giorni. Durante la caduta di Napoleone venne escluso dal governo fino al 1819. Venne poi reintegrato al Senato e nominato cavaliere dell'Ordine di San Luigi. Napoleone lo nominò commendatore della Legion d'onore.
César de Fay de La Tour-Maubourg sposò Henriette de Tenella Pinault, erede di un membro del Parlamento di Douai. Essi ebbero molti figli ed egli morì a Parigi nel 1831.